# Steinkohlenwerk Deutschland
Das Steinkohlenwerk Deutschland war ein Bergbauunternehmen auf Steinkohle in Oelsnitz im Erzgebirge.

## Geschichte
Der Abbau der Steinkohle wurde durch mehrere Unternehmen nacheinander organisiert.
- 1871–1889 Aktiengesellschaft Steinkohlenbergbauverein „Deutschland“
- 1899–1946 Gewerkschaft „Deutschland“
- 1946–1966 VEB Steinkohlenwerk „Deutschland“

### Steinkohlenbergbauverein „Deutschland“
Um 1870 erfolgte ein großer Aufschwung mit der Gründung vieler neuer Bergbauunternehmen in Oelsnitz/E., Hohndorf und Gersdorf mit vielen neuen Schächten, darunter am 8. Juni 1871 der Steinkohlenbergbauverein „Deutschland“. Am 17. April 1889 wurde dieser in eine Gewerkschaft umgewandelt, welche sich zum zweiten großen Bergbaubetreiber des Reviers entwickeln sollte.

### Gewerkschaft „Deutschland“

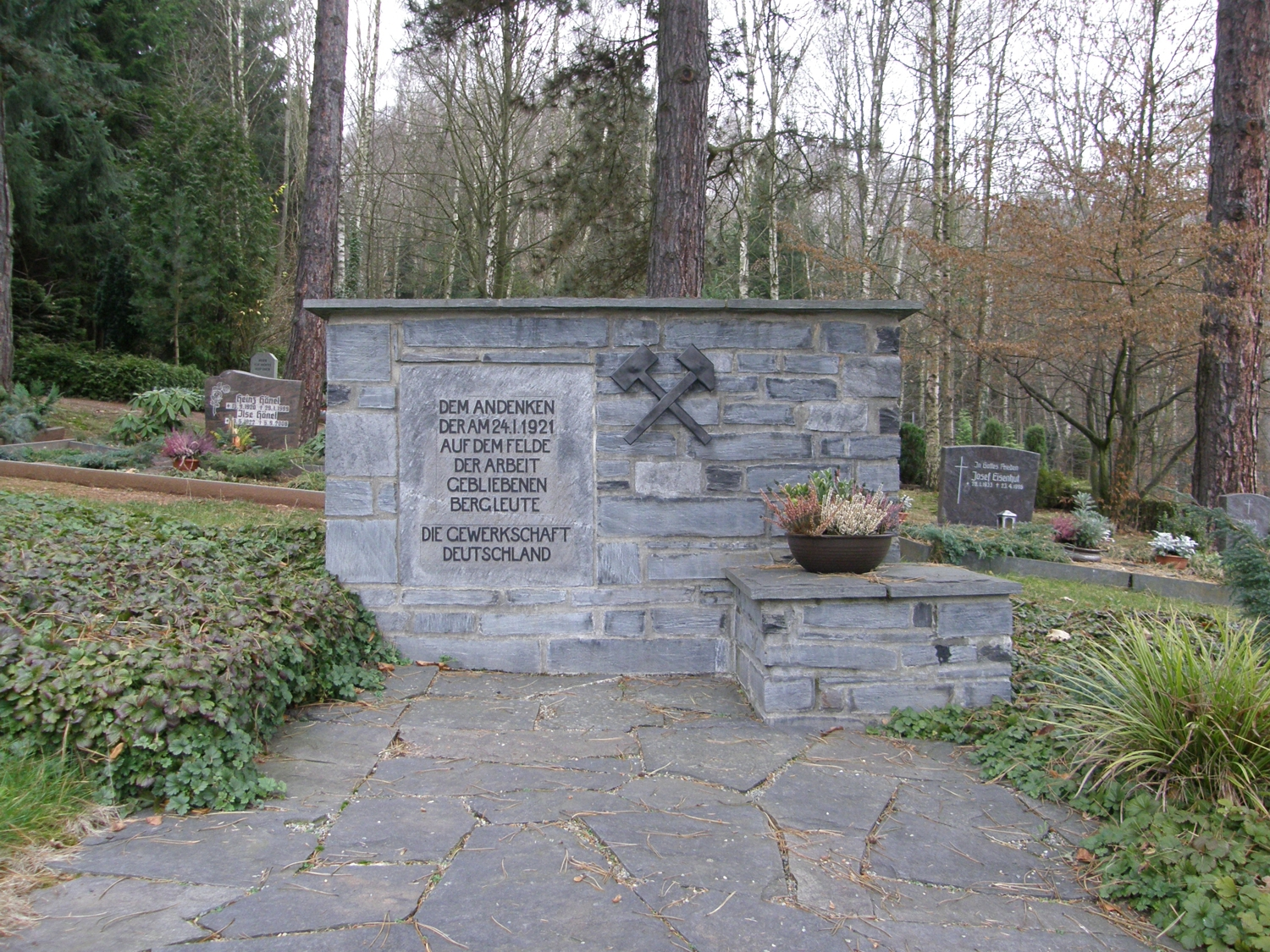
Gedenkstein auf dem Oelsnitzer Friedhof für die 57 Opfer des Grubenunglückes auf dem Friedens-Schacht der Gewerkschaft Deutschland im Jahr 1921

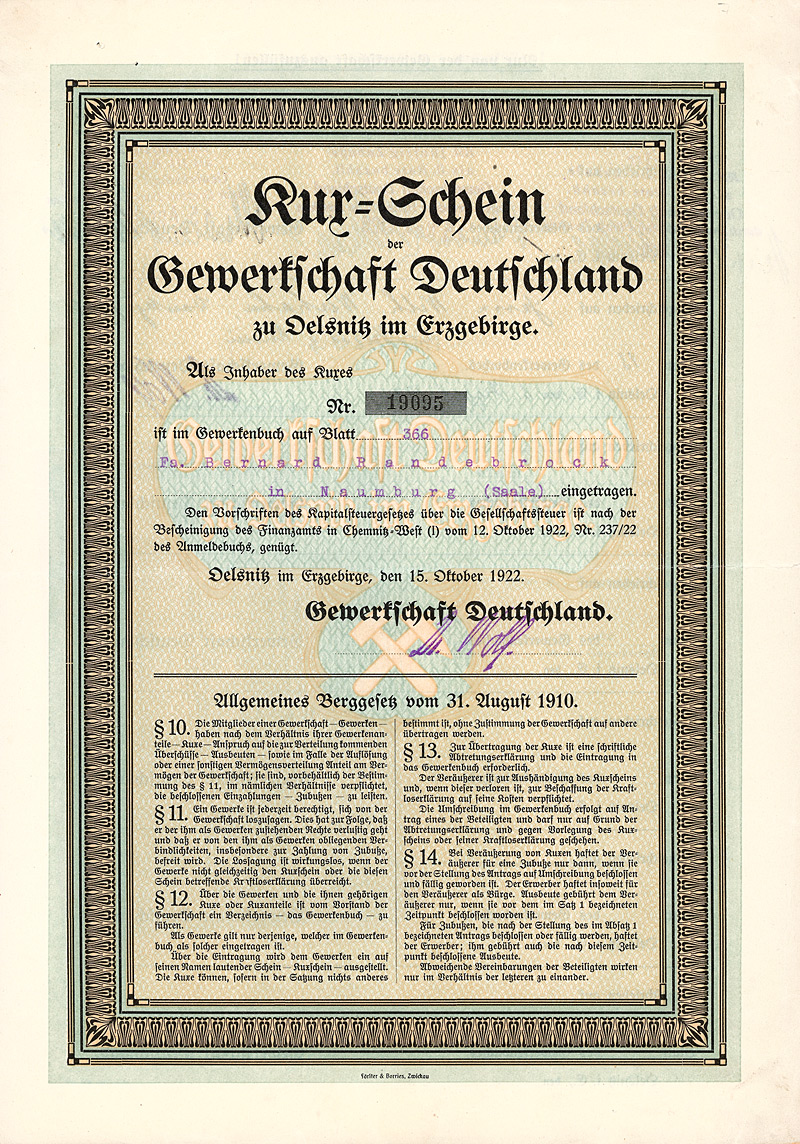
Kuxschein der Gewerkschaft Deutschland vom 15. Oktober 1922

Die Gewerkschaft Deutschland konsolidierte 1906 mit dem Steinkohlenwerk „Vereinsglück“ in Oelsnitz und erwarb weitere Abbaurechte von den Fürstlich-Schönburgischen Steinkohlenwerken und der Vaterlandsgrube. Im Jahre 1919 erwarb die Stadt Leipzig die Kuxmehrheit an dem Unternehmen und 1920 erwarb man die Oelsnitzer Bergbaugesellschaft. Ebenfalls ab 1920 baute man die beiden Deutschland-Schächte zur Zentralanlage um, und der Deutschlandschacht II erhielt einen neuen, 50 Meter hohen Förderturm im sogenannten Heimatschutzstil mit einer elektrischen Turmförderanlage. Zur Gewerkschaft Deutschland gehörten die Deutschlandschächte I und II sowie Vereinigtfeld I in Hohndorf.
1937 wurde illegal Kohle des benachbarten Werkes Gottes Segen abgebaut, wofür Deutschland eine Entschädigung von 450000 RM zahlen musste. Während des Zweiten Weltkrieges wurden die Anlagen auf Verschleiß gefahren und zunehmend Kriegsgefangene eingesetzt, um die einberufenen Bergleute zu ersetzen. 1945 geriet das Werk in die roten Zahlen und erwirtschaftete einen Verlust von 1,5 Mio. RM. Auch perspektivisch war eine Rückkehr in die Gewinnzone nicht zu erwarten.

### VEB Steinkohlenwerk „Deutschland“
Nach dem Zweiten Weltkrieg kam es zu einer Umorganisation des Bergbaus infolge der sozialistischen Wirtschaftspolitik in der Sowjetischen Besatzungszone und später der DDR. Durch den Volksentscheid in Sachsen am 30. Juni 1946 wurde die Schwerindustrie Sachsens enteignet. Viele Schachtanlagen wurden umbenannt, z. B. der „Kaiserin-Augusta-Schacht“ in „Karl-Liebknecht-Schacht“, die Deutschland-Schächte jedoch nicht, da die Einheit Deutschlands zu diesem Zeitpunkt noch nicht in Frage stand. Nach kurzzeitiger Zusammenlegung bestanden die beiden großen Bergbauunternehmen in Form des VEB Steinkohlenwerk „Karl-Liebknecht“ und des VEB Steinkohlenwerk „Deutschland“ fort. In Hohndorf wurde der bereits abgeworfene Schacht I der Grube Vereinigtfeld wieder aufgewältigt, auf 1200 m weiterverteuft (damaliger europäischer Teufenrekord) und in „Rudolf-Breitscheid-Schacht“ umbenannt, um tiefer gelegene Steinkohlenvorräte unter Hohndorf zu erschließen. Das Grubenfeld war aber weniger ergiebig als erwartet und die Förderung wurde 1960 eingestellt. In diesem Jahr wurden auch die beiden Bergbauunternehmen zum VEB Steinkohlenwerk Oelsnitz/Erzgeb. zusammengelegt und 1961 eine untertägige Verbindung zwischen beiden Grubenfeldern geschaffen.
Für die weitere Geschichte siehe VEB Steinkohlenwerk „Karl-Liebknecht“.

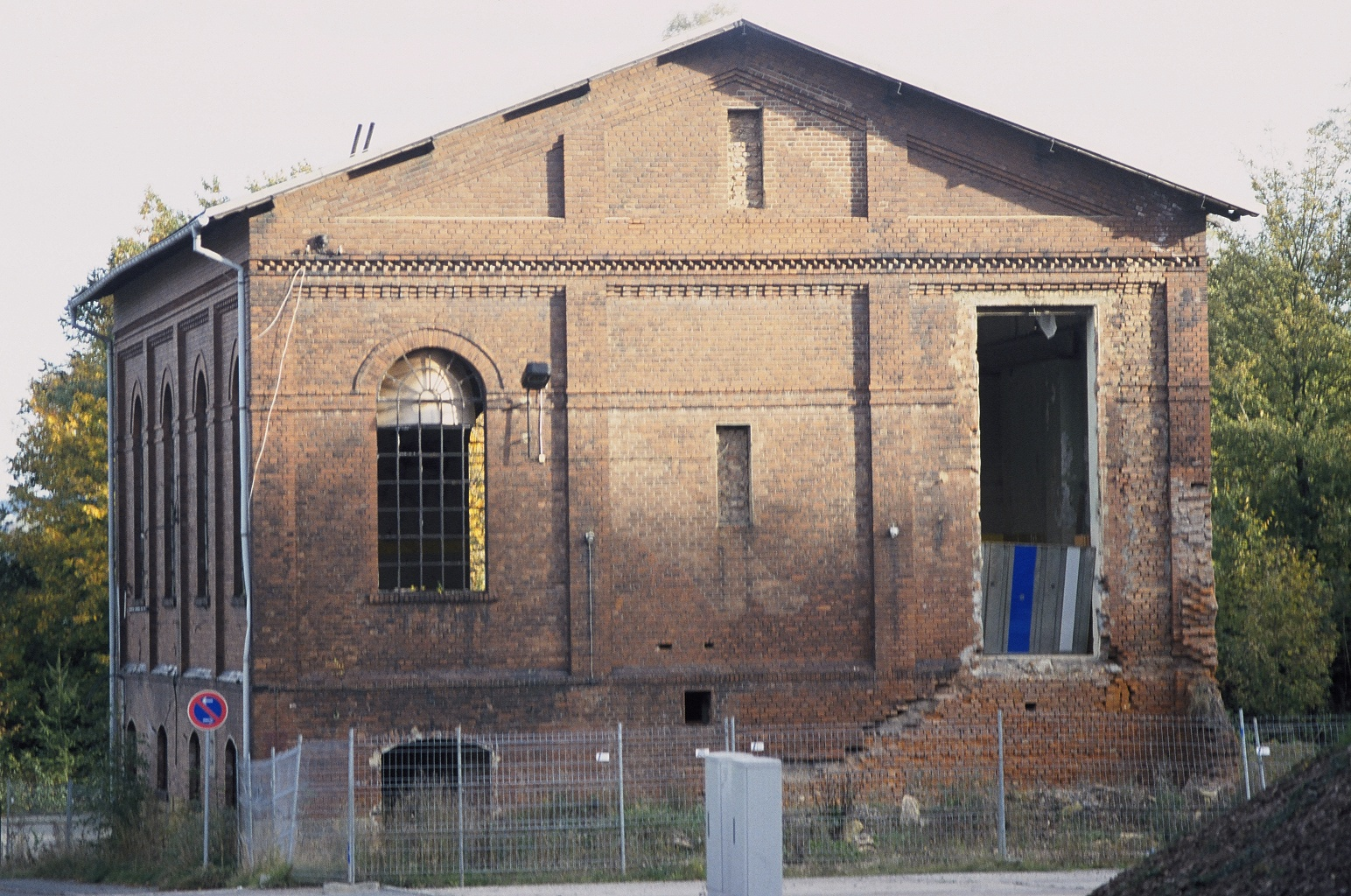
Das Fördermaschinenhaus des Schachtes Deutschland I vor dessen Umbau in ein Wohn- und Geschäftshaus 2007
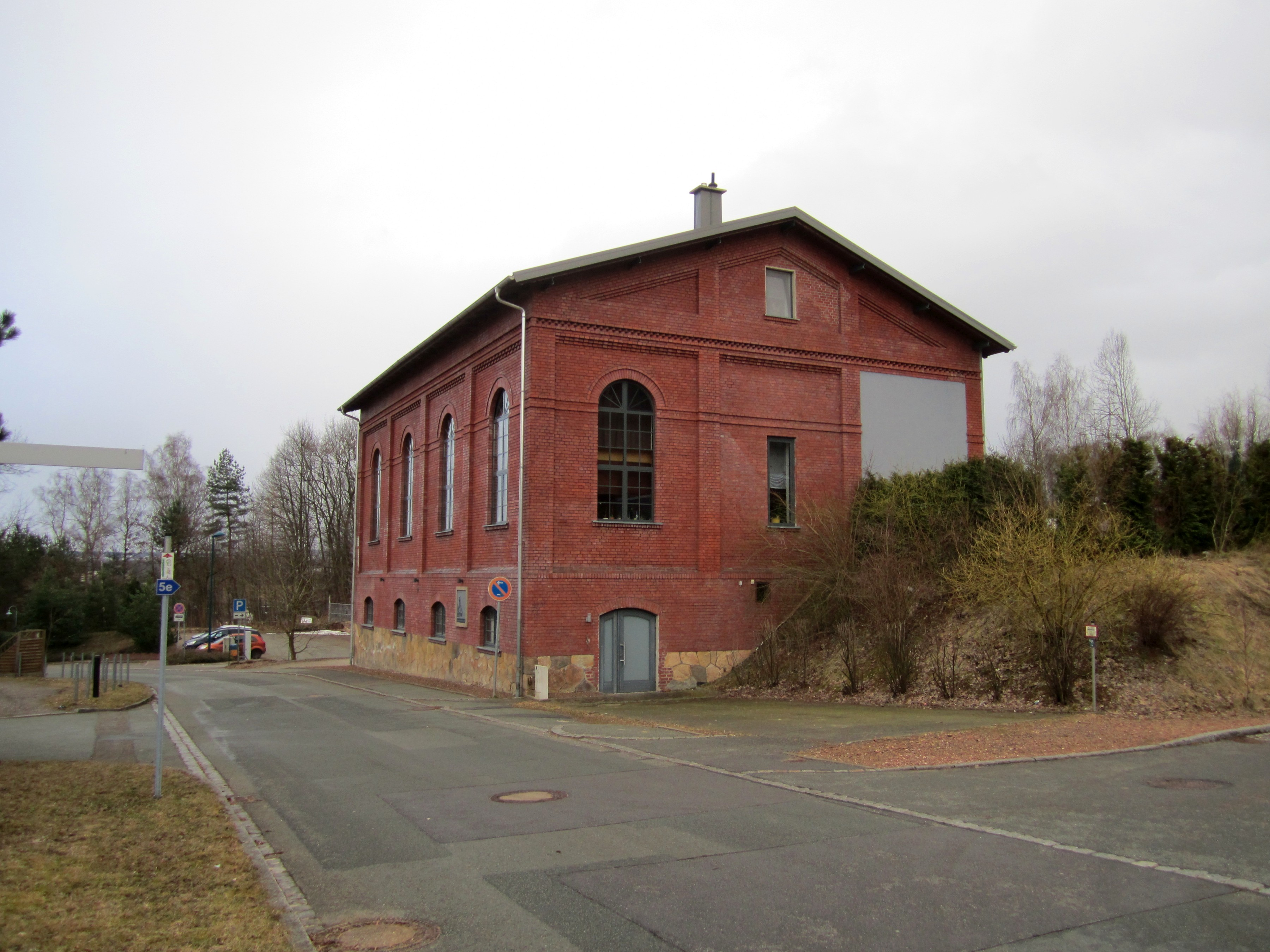
Fördermaschinenhaus Schacht I 2017
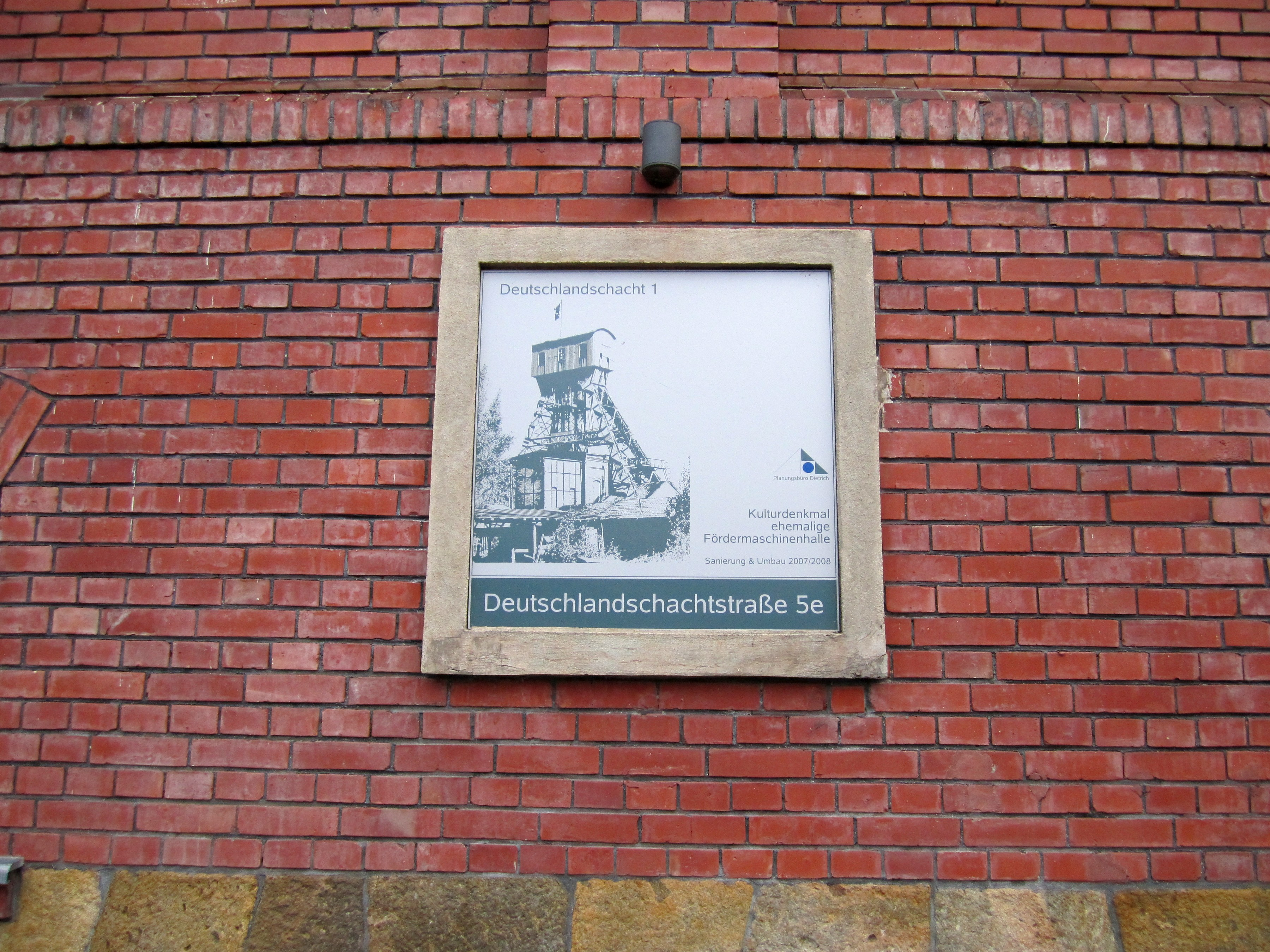
Fördermaschinenhaus Schacht I 2017, Tafel an der Straßenseite